# Рогачів (Рівненський район)
Рогачі́в — село в Городоцькій сільській громаді Рівненського району Рівненської області України. Населення становить 300 осіб.

## Символіка
Символи затверджені 20 грудня 2024 року рішенням Городоцької сільської ради. Автори – А. Гречило та Ю. Терлецький.

### Герб
У золотому полі скошені навхрест два чорні рогачі з червоними держаками, над ними та обабіч – три сині квітки барвінку із золотими осердями, знизу виходить зелений пагорб, на якому золотий глечик.
Рогачі є номінальними символами, які асоціюються з назвою поселення (герб є промовистим). Квіти барвінку характеризують багатство місцевої природи. Зелений пагорб і глечик означають археологічні розкопки та знахідки на території села. Золоте поле символізує сільське господарство. 

### Прапор
Квадратне жовте полотнище, на якому покладені навхрест два чорні рогачі з червоними держаками, над ними та обабіч – три сині квітки барвінку з жовтими осердями, з нижніх кутів до середини полотнища йде зелений клин, на якому жовтий глечик.

## Історія
18 вересня 1939 року об 11 год. після невеликого бою радянські війська зайняли Рогачів, де взяли в полон 200 польських вояків і захопили 4 ешелони зі зброєю і боєприпасами.

## Населення

### Мова
Розподіл населення за рідною мовою за даними перепису 2001 року:
| Мова       | Кількість | Відсоток |
| ---------- | --------- | -------- |
| українська | 327       | 98.49%   |
| російська  | 5         | 1.51%    |
| Усього     | 332       | 100%     |